# Laboratorium (program telewizyjny)
„Laboratorium” – program o nauce i technice emitowany przez Telewizję Polską.
Program pojawił się na antenie TVP1 3 września 1985 roku. W zamierzeniu miał pokazywać ciekawe prace i osiągnięcia polskich naukowców oraz inżynierów. Już pierwszy program poświęcony był technologii azotowania jonowego i pokazywał młodych naukowców (dr inż. Tadeusz Wierzchoń, dziś prof. dr hab. inż. z Wydziału Inżynierii Materiałowej Politechniki Warszawskiej). W kolejnych wydaniach pojawiały się polskie maszyny, technologia prof. Ruta, technika w ratownictwie górniczym, nowe materiały i rozwiązania stosowane w budownictwie i wiele, wiele innych. Było to zatem powiązanie nauki z praktyką.

## Historia
„Laboratorium” przez cały czas było związane z telewizyjną Jedynką. Początkowo program ukazywał się w poniedziałki o 19.10. Potem, powoli przesuwany był na gorsze godziny emisji. Zmniejszyła się również częstotliwość pojawiania się premier. W latach 2002–2009 wielokrotnie zmieniano dni i godziny emisji programu, szczególnie po likwidacji stałego pasma edukacyjnego w TVP1.
Od początku program „Laboratorium” prezentował najciekawsze osiągnięcia głównie polskich naukowców i inżynierów. Od szybowców po maszyny dla górnictwa, od dalekiego kosmosu do fizyki cząstek elementarnych. Pojawiały się relacje z kopalni i statków, z szybowców i radioteleskopu, z największych urządzeń badawczych na świecie, ale także pokazy zabawek pomagających zrozumieć naukę. Zasadą było to, że prezentowani naukowcy mówili własnym głosem. Mogliśmy zobaczyć ich w pracy (w laboratoriach) i poznać wagę prowadzonych przez nich prac.

## Charakterystyka programu
Na całym świecie niewiele jest telewizyjnych programów poświęconych nauce i technice, które nadawane są przez tyle lat i mają tego samego autora. „Laboratorium” jest wyjątkiem. Program od początku tworzył Wiktor Niedzicki. Od czasu do czasu pojawiali się współpracownicy, młodzi dziennikarze, rzadziej naukowcy.
W pierwszych latach z „Laboratorium” stale współpracowała red. Małgorzata Uberna.

## Nowe oblicze
Program wielokrotnie zmieniał swoje oblicze. Od stycznia 2006 roku był emitowany w nowej wersji jako „Laboratorium XXI wieku”. Gośćmi programy były często gwiazdy telewizji i filmu. Razem z autorem, Wiktorem Niedzickim prezentowały one doświadczenia mające zilustrować poważne badania.
W ostatnich latach program współtworzyli Tomasz Drozdowicz - reżyser, Katarzyna Koślińska - psycholog i socjolog, Krzysztof Petelczyc - fizyk, ale także Alicja Rafalska - chemik i wielu innych. Przez 2 pierwsze lata emisji kierownikiem produkcji była Barbara Paprocka. Najdłużej produkcją zajmowała się Jolanta Filipowicz, która została producentem programu, zaś kierownictwo produkcji po Małgorzacie Sieheń objęła Urszula Kukla.
Do końca grudnia 2009 roku na antenie pojawiło się 511 premierowych wydań.
Program Laboratorium miał zniknąć z wiosennej ramówki 2010 TVP. Wiktor Niedzicki opublikował list otwarty w tej sprawie. Przeciwko usunięciu programu Laboratorium z ramówki zaprotestowało Polskie Towarzystwo Fizyczne, według którego "usuwanie programu poświęconego właśnie fizyce jest działaniem skierowanym w sposób oczywisty przeciw polskiemu społeczeństwu".
Od jesieni 2010 TVP 1 emituje program "Laboratorium europejskie", które kontynuuje tradycje "Laboratorium".